# レイノルズ・プライス
レイノルズ・プライス（英: Reynolds Price、1933年2月1日 - 2011年1月20日）は、アメリカ合衆国ノースカロライナ州生まれの詩人、小説家、戯曲家、随筆家であり、デューク大学からは「ジェイムズ・B・デューク教授」の肩書を授与された。英文学とは別に終生聖書批評学に興味を持ち続けた。アメリカ文学芸術アカデミーの会員である。

## 経歴
レイノルズ・プライスは1933年2月1日、ノースカロライナ州メイコンでエドワード・レイノルズ・プライスとして生まれた。父はウィル・プライス、母はエリザベスであり、2人兄弟の長男だった。プライスが生まれたときは大変な難産であり、プライスも母もなんとか生き延びた。家族の伝説に拠れば、出産のときに父のウィルは神に祈り、妻と息子が生き延びることができれば、アルコールを飲むことを止めると約束したということである。プライス家は世界恐慌という経済環境の下で苦闘しており、プライスが子供の間に、メイコンからヘンダーソン、ウォーレントン、ロクスボロ、アシュボロと州北部の田園町を移り住んだ。少年時代はスポーツや屋外活動で他の少年達の中に加わるよりも、芸術への指向を発展させ、読み、書き、絵画、オペラなどを好んだ。州都ローリーのブロートン高校に入学し、デューク大学への全額奨学金を得た。大学では著作を続け、大学の文学雑誌の編集者となり、ファイ・ベータ・カッパ友愛会に選出され、最優秀の成績で卒業した。1955年に大学を出た後、ローズ奨学金を得てオックスフォード大学のマートン・カレッジに入学した。このオックスフォードの間に、詩人のW・H・オーデンや伝記作者のデイビッド・セシル卿と重要な親交を結んだ。その文学研究のかなりの部分と学位論文をイギリスの詩人ジョン・ミルトンに捧げた。1958年に文学士号を受けて卒業し、デューク大学の英文学部に職を得て、その経歴の残り期間はそこに留まり、ミルトンについて、創作的作文、およびゴスペルについて授業を行うことも多かった。
1984年春、プライスは歩行の困難を訴え、デューク大学で検査を受けることになったときに、人生が変わった。ジェイムズ・シフは、「彼は間もなく『鉛筆の厚みで灰色の』腫瘍、長さ10インチで悪性のものが、『（彼の）脊髄の中核に複雑に絡み合っている』ことを知った」と記している。彼の脊髄から手術や放射線照射で腫瘍を取り除いてはみたが、プライスは下半身不随となり、一生車いすを必要とするようになった。プライスはその後の数年間を耐えた後、この試練の時代から「より忍耐強く注意深い人物と、劇的により多作の作家」が出現した。しかし、プライスの叙述に拠れば、「酷く、絶え間ない痛み」に耐えていた。その備忘録『全的新生活』の中で癌に耐えた者としてその経験を記していた。この悲劇の後のプライスの人生に関して、「私は、楽しい50年間が始まったにも拘わらず、全くの大惨事が去ってその後の数年間にさらに良くなっていると言わざるを得ない。多くの愛と世話、多くの知識と忍耐、少ない時間で多くの労働を持ち込み、送り出してきた」と説明している。
1987年、デューク大学がプライスに、その傑出した称賛に値する功績に対して、最高の栄誉である大学メダルを授与した。
プライスは2011年1月20日に77歳で死去した。心臓発作からくる合併症が死因だった。

## 著作活動
プライスはその生涯で、小説、短編小説、備忘録など、合計38冊の著作を制作した。プライスの作品は、特にノースカロライナ州に終生あった自宅に関わることが多かったので、アメリカ合衆国南部の作家に分類されている。処女作は1958年に出版された『愛の鎖』という物語だった。最初の小説『長く幸せな人生』を書き、それを1962年に出版できた。この作品は、1963年にウィリアム・フォークナー財団賞を受賞し、100万部以上が売れた。1986年に出した小説『ケイト・ベイデン』も大きな人気を博し、同年の全米批評家協会賞を受賞した。1989年に『はっきりとした絵』と題する備忘録を書き、これがチャールズ・グッゲンハイム監督の、作家の生涯に関するドキュメンタリー映画の元になった。1994年には『全的新生活』と題する新たな備忘録を完成させ、脊髄に癌が発見されてからの彼の経験を編年体で叙述した。1982年の『重要な条件』、1986年の『氷の法』、1990年の『火の利用』、1997年の『世界の評価を超えた価値』という4巻の詩を集めた『詩集』が1997年に出版された。

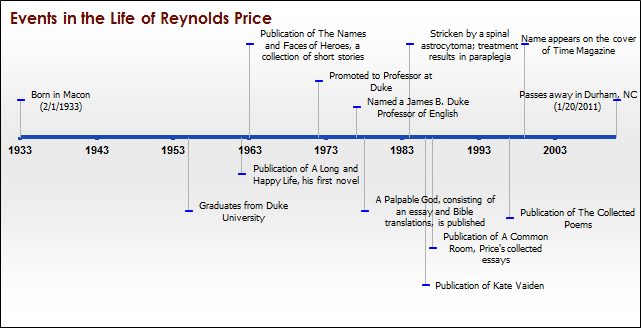
レイノルズ・プライスの生涯の年譜、『レイノルズ・プライスとの対話』に見られる年譜に基づいている

プライスは、トップ40にも入ったジェームス・テイラーの歌『コッパーライン』の作詞をして大衆文化の領域にも入った。これはテイラーとの共作だった。元大統領のビル・クリントンはプライスを最も好きな作家の一人だと言っている。
雑誌「タイムの1999年12月号の表紙には、プライスの名前が表示された。ビクター・ストランドバーグは、「プライスの名前はイエスのルネッサンス期肖像画の隣にあり、その横の見出しは「小説家レイノルズ・プライスは考古学と聖書に基づいて新しいゴスペルを提供している」と説明している。この雑誌の本文では、カバーストーリーが「偉大な小説家かつ聖書学者が、信仰と歴史研究が2000年後に我々に何を告げ、独自に制作したゴスペルとともに現れるかを検証している」というタイム誌の文章で始まっている。

## 私生活
プライスは成人してから生涯独身を選択しており、ホモセクシャルであることを公開していた。1957年、イギリスの著名詩人スティーブン・スペンダーと関係ができ、クリスマスにスペンダー家を訪れた。
腫瘍の治療を行っていた最中の1984年7月3日日の出の直後、プライスはベッドで寝ざめて、ガリラヤ湖でイエス・キリストに出逢ったという、人生を変えるような神秘的経験と幻想を得たと主張した。その様子は著作『全的新生活』の中で次のように語っている。
それはイスラエルの北部、ガリラヤ湖、大きなキネレスの湖だった。...イエスが初めて教えと癒しを与えた場所である。私は前年10月にその湖を2度目に訪れていた。...私の周りで霧が掛った地面にまだ寝ていたのは、1世紀パレスチナのチュニックとマントを着た多くの人々だった。私は間もなく、彼らがイエスの12使徒であり、イエスがその間で寝ていることに、驚きの感覚もなく気付いた。...寝ていた男たちの一人が目覚め立ち上がった。それがイエスであり、私に向かってきた。...確かに私は衝撃も恐れも感じなかった。この全てが通常の人間的な出来事だった。私の普通の目には全くはっきりしており、私のそれまでの人生に起きた事と同じくらい確かに起きていた。...イエスはお辞儀をして、黙ったまま私に随いて来るよう合図した。...イエスは黙したまま一杯の水を掬い、それを私の頭と背中に注ぎ、手術の傷跡に流れ落とした。続いて「あなたの罪は許された」と一言話し、再び岸に向かった。私も従った。私は彼の背後に行き、「私が心配しているのは私の罪ではない」と普通の貪欲なやり方で考えた。それでイエスの遠ざかる背中に向かい、「私も癒されたのか?」と言おうとした。イエスが振り返って私に向かい、微笑みの徴もなく、最後に2つの単語「That too」（それもだ）と語った。

## 評価
プライスは、ベストセラーになった小説の成功や、雑誌「タイム」の表紙で全国的に認知されたにも拘わらず、同時代のアメリカ文学界の多くの作家と比べて、そこその認知を得たとは言い難い。ジェイムズ・シフは、「プライスには、書評家からの賞賛はあったが、学者からの注目は受けなかった。同世代のジョン・アップダイク、フィリップ・ロス、トマス・ピンチョン、ジョイス・キャロル・オーツ、トニ・モリスン、ジョン・バース、シルヴィア・プラス、スーザン・ソンタグ、ドン・デリーロ、シンシア・オジック達文学者と比べて、確かに評価が低い」と説明している。しかし、それらの作家たちより知られていないとしても、プライスは文学界や多くの読者から広く祝されてもいる。

## 出版物の一覧
- 『長く幸せな人生』（A Long and Happy Life、1962年）
- 『英雄たちの名前と顔』（The Names and Faces of Heroes、1963年）
- 『寛大な男』（A Generous Man、1966年）
- 『愛と仕事』（Love and Work、1968年）
- 『永遠の誤り』（Permanent Errors、1970年）
- 『物事自体』（Things Themselves、1972年）
- 『地表』（The Surface of Earth、1975年）
- 『早い暗闇』（Early Dark、1977年）
- 『目に見える神』（A Palpable God、1978年）
- 『灯りの源』（The Source of Light、1981年）
- 『重要な条件』（Vital Provisions、1982年）
- 『マスティアン』（Mustian、1983年）
- 『個人的な満足』（Private Contentment、1984年）
- 『ケイト・ベイデン』（Kate Vaiden、1986年）
- 『氷の法』（The Laws of Ice、詩集、1986年）
- 『共通の部屋』（A Common Room、1987年）
- 『善良な心』（Good Hearts、1988年）
- 『はっきりとした絵』Clear Pictures、1989年）
- 『天使達の舌』（The Tongues of Angels、1990年）
- 『火の利用』（The Use of Fire、詩集、1990年）
- 『新しい音楽』（New Music、1990年）
- 『見通せる未来』（The Foreseeable Future、1991年）
- 『青いカルフーン』（Blue Calhoun、1992年）
- 『満月』（Full Moon、1993年）
- 『短編集』（The Collected Stories、1993年）
- 『全的新生活』（A Whole New Life、1994年）
- 『休息の約束』（The Promise of Rest、1995年）
- 『3つのゴスペル』（Three Gospels、1996年）
- 『詩集』（The Collected Poems、1997年）
- 『ロクサナ・スレイド』（Roxanna Slade、1998年）
- 『火の中の男への手紙: 神は存在するか、神は世話をするか?』（Letter to a Man in the Fire: Does God Exist and Does He Care?、1999年）
- 『一つの家族: ロサコークと彼女の子供』（A Singular Family: Rosacoke and Her Kin、1999年）
- 『心のご馳走』（Feasting the Heart、2000年）
- 『学習と貿易: 技能者のノート』（Learning a Trade: A Craftsman's Notebooks, 1955-1997、2000年）
- 『完璧な友』（A Perfect Friend、2000年）
- 『高貴なノーフリート』（Noble Norfleet、2002年）
- 『不思議の真剣な方法: イエスが創造した倫理』（A Serious Way of Wondering: The Ethics of Jesus Imagined、2003年）
- 『善良な僧の息子』（The Good Priest's Son、2005年）
- 『神の子への手紙: 信仰について』（Letter to a Godchild : Concerning Faith、2006年）
- 『熱烈な精神: 家を出て帰って来る』（Ardent Spirits: Leaving Home, Coming Back、2009年）